# آنتونیو محمد
آنتونیو محمد (عربی: أنطونیو محمد؛ زادهٔ ۲ آوریل ۱۹۷۰) یک سرمربی و بازیکن سابق فوتبال اهل آرژانتین است.
از باشگاه‌هایی که در آن بازی کرده‌است می‌توان به ایندپندینته، بوکا جونیورز و اتلتیکو هوراکان اشاره کرد.
وی همچنین در تیم ملی فوتبال آرژانتین بازی کرده است.

## زندگی شخصی
وی اصالتی لبنانی و سوریه‌ای دارد، پدرش اصالتاً کرووات است و خودش در آرژانتین به دنیا آمده‌است؛ و از آن‌جا که در آرژانتین عرب‌ها را اشتباهاً با ترک‌ها اشتباه میگرند، به وی لقب ترکو (Turco) داده‌اند.
پیش از جام جهانی ۲۰۰۶ وی در یک تصادف ماشین به شدت مجروح شد و پسرش به نام فرید را نیز از دست داد.